# Laska (województwo zachodniopomorskie)
Laska (do 1954 niem. Laatzig) – wieś w Polsce położona w województwie zachodniopomorskim, w powiecie kamieńskim, w gminie Wolin.

## Położenie
Laska położona jest na wschodnim brzegu Dziwny, około 3 km na północny wschód od Wolina, przy lokalnej drodze z Recławia do Kamienia Pomorskiego, pomiędzy miejscowościami Recław i Sibin.

## Historia
Laska jest jedną z najbogatszych pod względem archeologicznym miejscowości na terenie gminy Wolin. W czasach historycznych wymieniana po raz pierwszy w XIV w. jako Lazke. Mieszkali tu wolni chłopi, niemal zawsze posiadający dziedziczne prawa do ziemi.

W latach 1975–1998 miejscowość administracyjnie należała do województwa szczecińskiego.

## Edukacja
Dzieci z Laski oraz starsza młodzież uczęszczają do szkoły podstawowej do Wolina przy ulicy Spokojnej. 